# Chaloklowa Chickasaw
Der indianische Stamm der  Chaloklowa Chickasaw ist im Bundesstaat South Carolina im Südost ender Vereinigten Staaten von Amerika beheimatet. Sie stammen von einer Gruppe Chickasaw ab, die sich während der Umsiedlung des Volkes 1838 der Vertreibung in das Indianerterritorium im heutigen Oklahoma entzogen. Diese Umsiedlung, die vor allem die Fünf Zivilisierten Nationen betraf und große Verluste für diese bedeutete, wurde als Pfad der Tränen bekannt.
Einige Mitglieder der Chickasaw entzogen sich der Deportation und der nachfolgenden Diskriminierung durch die staatliche Gesetzgebung, indem sie ihre indianische Herkunft bis zum Ende der Verfolgungen mehrere Generationen lang verheimlichten. Sie wurden deshalb auch als „Shadow People“ (engl. für Schattenmenschen) bezeichnet. 2005 wurden sie vom Bundesstaat South Carolina als Chaloklowa Chickasaw Indian People of South Carolina anerkannt. Der Stammessitz befindet sich in Indiantown, South Carolina, im östlichsten Teil des Siedlungsgebietes der Chickasaw bis ins 19. Jahrhundert. Mitglieder der Gruppe leben in den Countys Florence, Marion und Williamsburg.
Der Name Chalaklowa bedeutet „tanzender Truthahn“ und bezieht sich auf die ritualisierten Balztänze des Truthuhns. Der Stamm wird durch Mingos (Häuptlinge) regiert und hat damit begonnen, ein kleines Dorf als Museum und Informationszentrum für die Öffentlichkeit aufzubauen. Es ist dem Stamm gelungen, durch mündliche Überlieferung und Powwows viele ursprüngliche Bräuche und Traditionen zu bewahren.